# Oligodon purpurascens
Oligodon purpurascens es una especie de serpiente del género Oligodon, familia Colubridae. También conocida como serpiente kukri marrón. Fue descrita científicamente por Schlegel en 1837.
Se distribuye por Indonesia, Malasia, Singapur, China y Tailandia. Mide aproximadamente 89 centímetros de longitud.

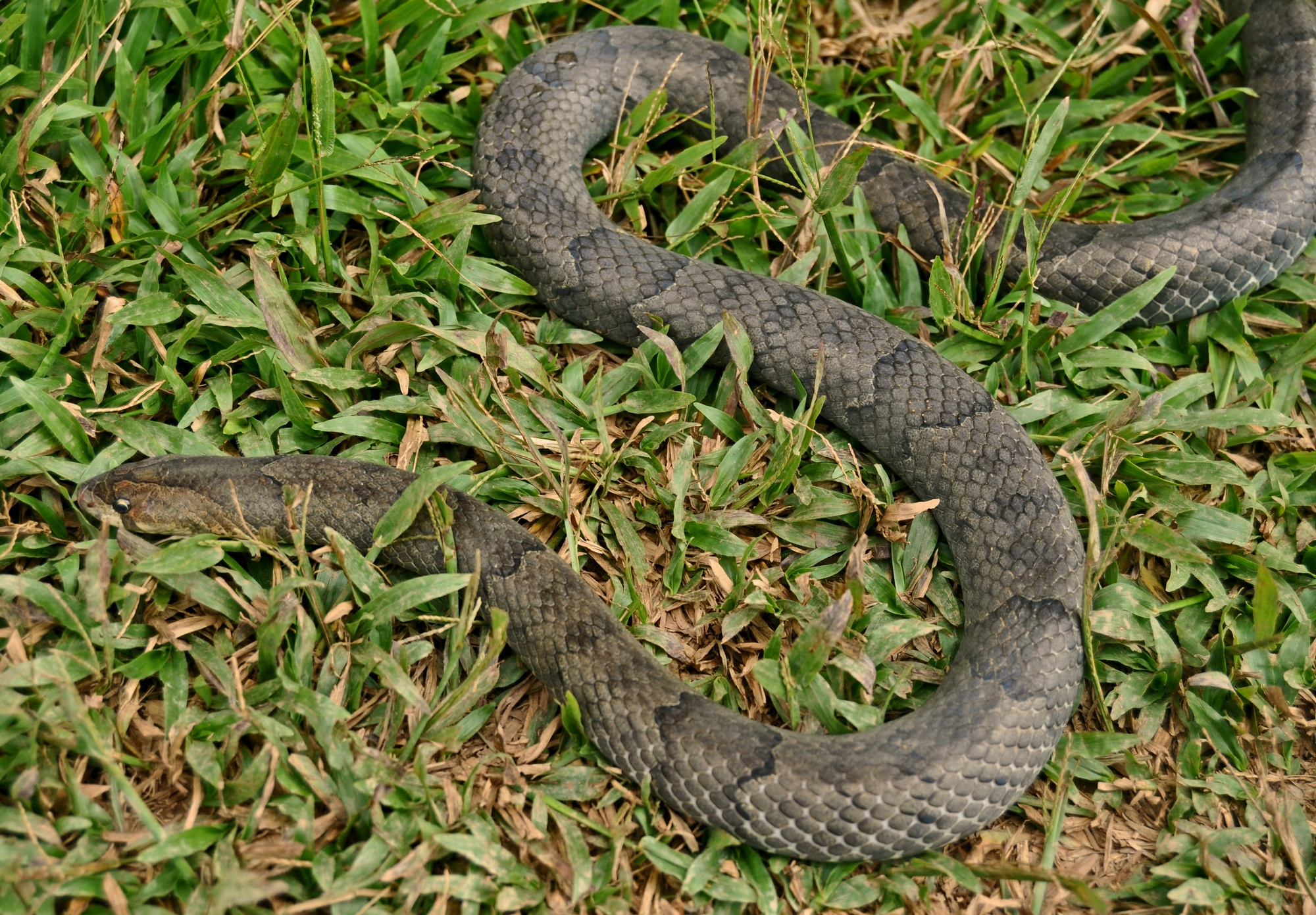
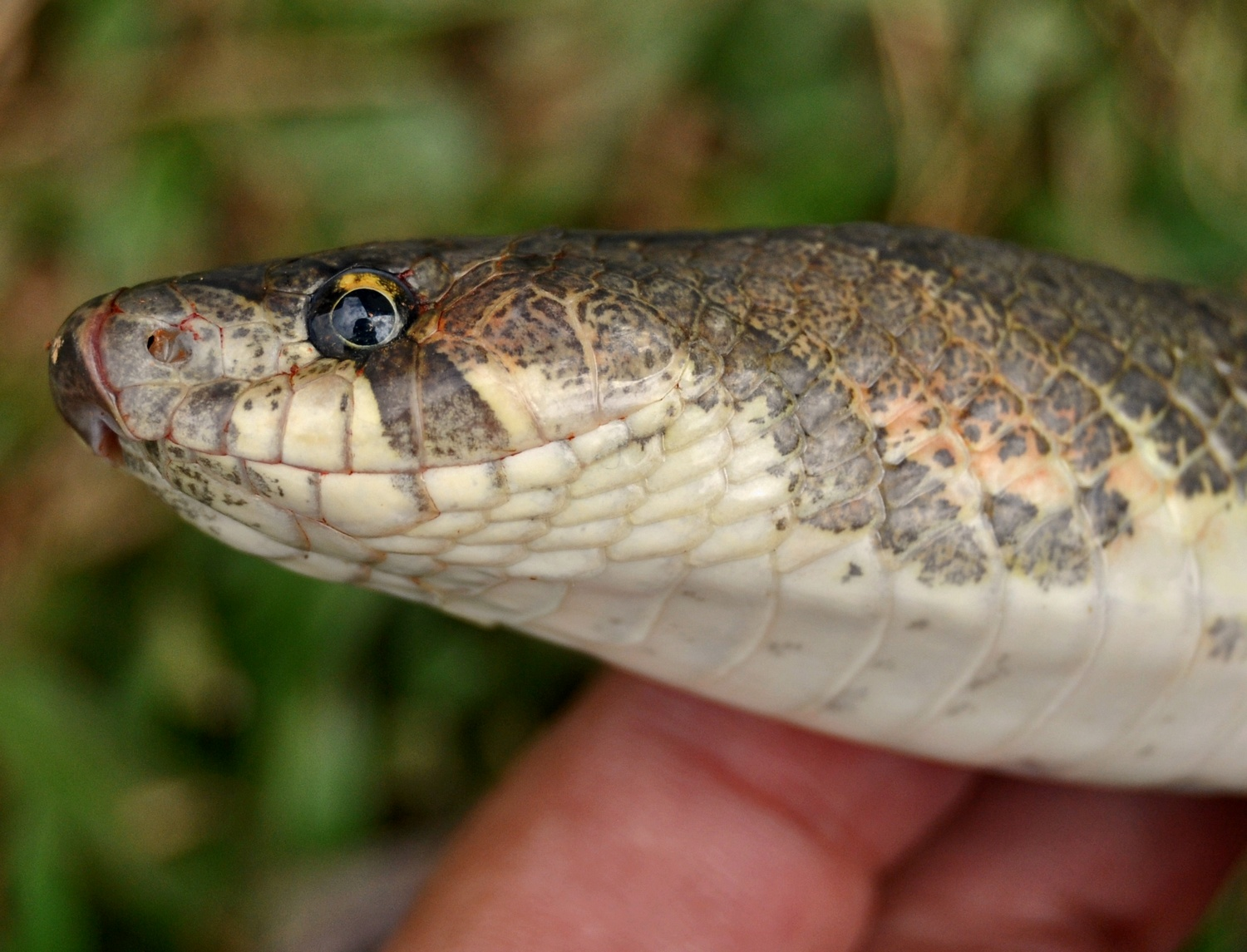
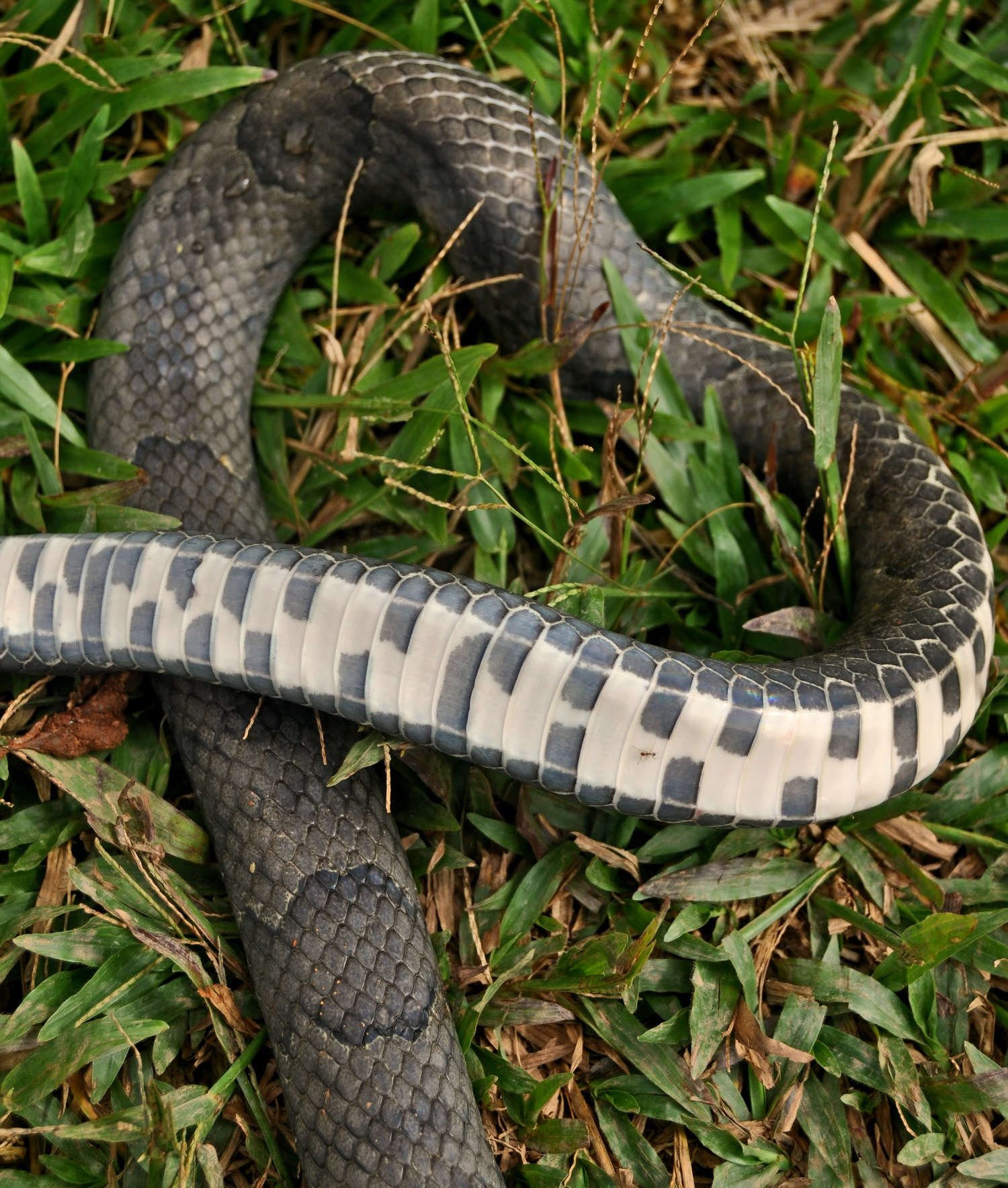